# 佐々木誠造
佐々木 誠造（ささき せいぞう、1932年〈昭和7年〉10月30日 - ）は、日本の政治家。前青森市長。旧青森市長を4期（新設合併により途中失職）、新設合併した青森市長を1期務めた。コンパクトシティ構想を推進。「布嘉」佐々木家5代目。

## 人物
青森県北津軽郡五所川原町（現五所川原市）の地主で、「布嘉」佐々木家4代目、佐々木銀行頭取佐々木彰造の長男。「布嘉」佐々木家3代目、青森銀行頭取佐々木嘉太郎の孫。旧制木造中学校(現在の青森県立木造高等学校）、青森県立青森高等学校を経て、早稲田大学卒業。
2003年5月に木村守男前青森県知事がセクハラ疑惑で辞任後、有力な後任候補と言われ、自民党青森県連から出馬要請があったが辞退。その為、県連は三村申吾（当時：衆議院議員）に白羽の矢を立てた。
初出馬した1989年5月の（旧）青森市長選挙で長崎昭義（当時：青森放送報道制作局報道部長、元：代表取締役社長、会長）により、日本初の出口調査が取り入れられた。

## 略歴
- 1956年3月 早稲田大学第一理工学部工業経営学科卒業
- 1969年4月 青森三菱自動車販売（株）取締役社長（-1989年4月）
- 1984年4月 青森商工会議所副会頭（-1989年4月）
- 1985年12月 青森県公安委員会委員（-1989年3月）
- 1989年5月 （旧）青森市長選挙当選（-2005年3月）
- 2005年4月 （新）青森市長選初当選[5]
- 2009年4月 青森市長選挙において、旧青森市から通算6期目を目指すも新人の鹿内博に敗れ落選[6]。
- 2017年　学校法人青森山田学園学園長に就任。

## 選挙結果

### 2005年（新）青森市長選挙
※当日有権者数：252,255人 最終投票率：52.37%（前回比：-pts）
| 候補者名   | 年齢 | 所属党派 | 新旧別 | 得票数   | 得票率 | 推薦・支持 |
| ---------- | ---- | -------- | ------ | -------- | ------ | ---------- |
| 佐々木誠造 | 72   | 無所属   | 新     | 71,418票 | 54.5%  | -          |
| 奈良岡央   | 48   | 無所属   | 新     | 54,606票 | 41.7%  | -          |
| 中村康一   | 54   | 無所属   | 新     | 4,972票  | 3.8%   | -          |

### 2009年青森市長選挙
※当日有権者数：248,256人 最終投票率：56.63%（前回比：+4.26pts）
| 候補者名   | 年齢 | 所属党派 | 新旧別 | 得票数   | 得票率 | 推薦・支持 |
| ---------- | ---- | -------- | ------ | -------- | ------ | ---------- |
| 鹿内博     | 61   | 無所属   | 新     | 72,401票 | 51.8%  | -          |
| 佐々木誠造 | 76   | 無所属   | 現     | 54,155票 | 38.8%  | -          |
| 関良       | 51   | 無所属   | 新     | 13,184票 | 9.4%   | -          |